# Fischpass Kraftwerk Wettingen

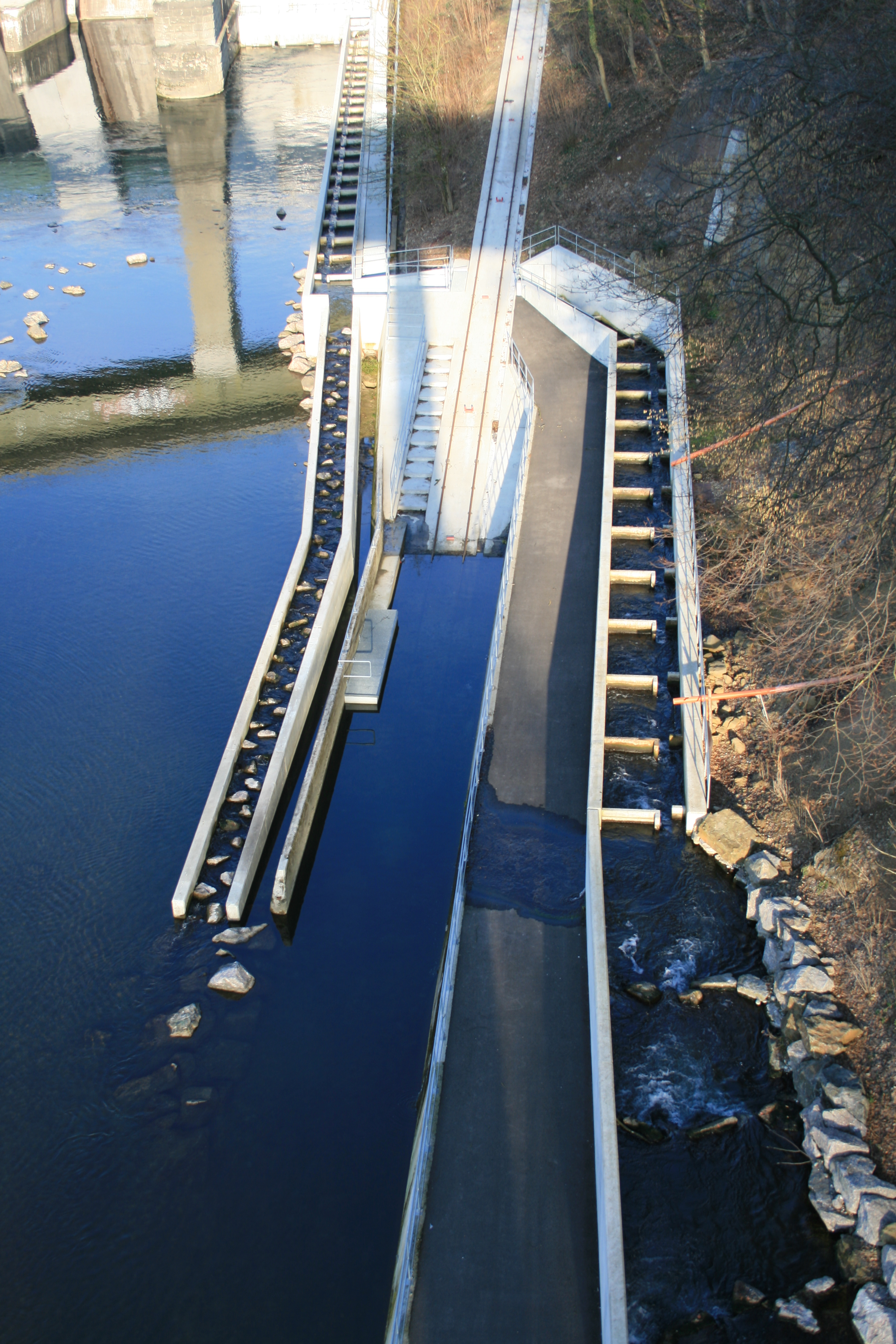
Fischaufstieg (Vertikalschlitzpass) und Kahnrampe

Der Fischpass Kraftwerk Wettingen ist ein 600 Meter langer Fischpass [Fachdeutsch: Fischaufstieghilfe (FAH)] an der Limmat auf dem Gemeindegebiet von Neuenhof AG, Schweiz. Er wurde 2006/07 im Rahmen von Renovierungsarbeiten am Kraftwerk errichtet und gehört zu den grössten derartigen Anlagen in Europa. Obwohl sie nicht in Wettingen liegt, wird sie durch ihre Zugehörigkeit zum Kraftwerk mit dem Namenszusatz Wettingen bezeichnet.

## Geschichte
Seit dem Bau des Kraftwerks Wettingen in den frühen 1930er Jahren war unterhalb der Staumauer keine weitere Fischwanderung mehr möglich; das Wasserwehr war eine menschengemachte Wanderbarriere. Auch die Flussschifffahrt wurde mit dem Bau unterbrochen, doch sorgte eine Kahnrampe, die mit Menschenhand zu bedienen war, für weitere Fahrtmöglichkeit. Die Jahrhunderte währenden Badenfahrten wären also weiter möglich gewesen, doch kamen diese hauptsächlich aus anderem Grund zum Erliegen.
Zur Erhaltung der Fischarten wurde damals empfohlen, oberhalb des Wehrs «im Gebiete des Kantons Aargau jährlich 15'000 Forellensömmerlinge oder 300'000 Jungbrut, im Gebiete des Kantons Zürich 2000 Forellensömmerlinge»: S. 13 einzusetzen. Inwieweit diesem Rat nachgekommen wurde, ist nicht dokumentiert. Zwar wurden auch damals schon Fischtreppen gebaut, aber ein derart grosser Vertikalversatz war noch nicht bekannt. In dem euphorischen Bericht über das neue Bauwerk heisst es: «Für die jetzige Kleinschifffahrt ist auf dem linken Ufer eine Kahnrampe für Pontons bis zu 17 Meter Länge zu bauen. Da die Fischwanderung infolge des Kraftwerkbaues aufhört, [wäre] eine Fischtreppe bei diesem großen Gefälle aber nicht wirksam».: S. 13

## Lage

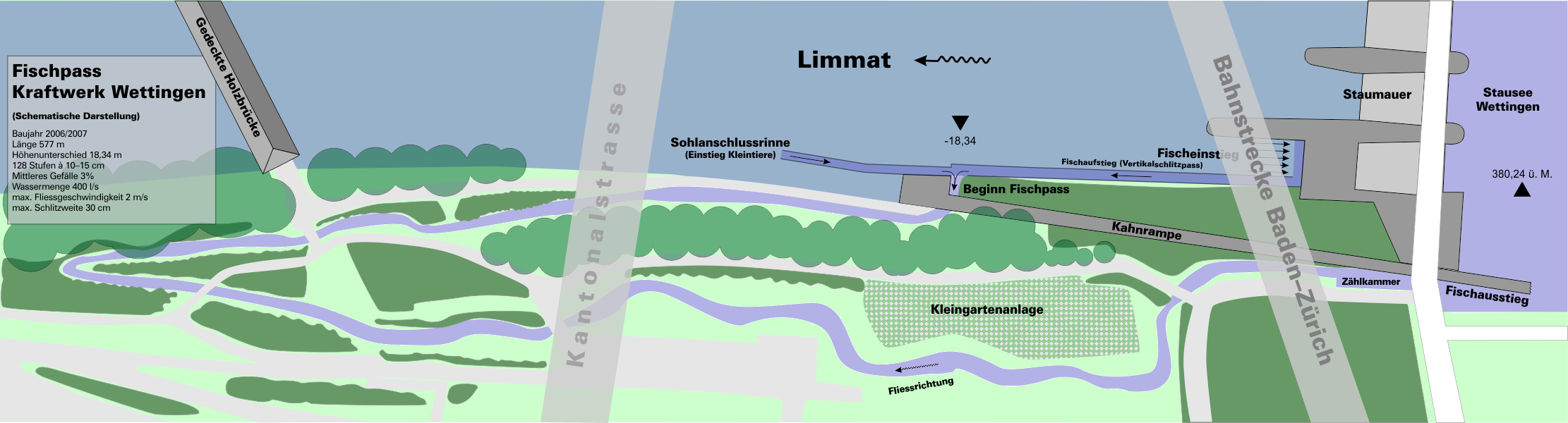
Fischpass Wettingen südlich der Limmat

Im Bereich des Kraftwerkes Wettingen verlaufen mehrere Verkehrsströme im dicht besiedelten Limmattal, der älteste davon, die Wanderbewegung der Fischschwärme, ist für den Menschen per se der Unauffälligste. Das älteste menschliche Zeugnis von Mobilität in diesem Bereich ist die Holzbrücke Wettingen-Neuenhof, die in der heutigen Form von 1818 stammt. Doch schon seit dem ausgehenden 13. Jahrhundert ist an dieser Stelle als Vorläufer eine Fährverbindung belegt. Seit 1877 kreuzt die wichtige Nord-Süd-Eisenbahnverbindung der Bahnstrecke Zürich–Baden, nachdem das vorherige Trassee am westlichen Limmatufer aufgegeben worden war. Im Bereich der Gemeinde Wettingen überquert die Strecke deshalb zweimal den Fluss, während sie sonst immer westlich verläuft. Der Bau der Sperrmauer sollte nach ursprünglichen Planungen 50 Meter flussabwärts gebaut werden. Die nur in Kalkmörtel erstellten Pfeiler der Bahntrasse hätten dann dauerhaft im Stausee gestanden, was ausserordentliche bauliche Sicherungen erforderlich gemacht hätte.: S. 12 Die 168 Meter lange Brücke der Kantonalstrasse zwischen Wettingen und Neuenhof stammt aus dem Jahr 1967/70 und wurde errichtet, weil die alte Holzbrücke dem wachsenden Autoverkehr nicht mehr gerecht wurde. Der Bau dieser Brücke steht zeitlich und verkehrsplanerisch im Zusammenhang mit dem Bau des Bareggtunnels.
Der Fischpass liegt am Industriekulturpfad Limmat–Wasserschloss.

## Technik
Der Fischpass wurde naturnah und didaktisch-öffentlichkeitswirksam errichtet. Erläuterungstafeln klären über Sinn und Zweck dieses Bauwerkes im urbanen Raum auf. Es besteht absolutes Angelverbot. Der Bereich entlang des Wasserlaufes ist eingezäunt, mehrere kleine Brücken bringen den Menschen aber ans Wasser, um sein Verständnis zu wecken. Insgesamt wirkt das Areal wie eine kleine Parkanlage mit Zuwegung von drei Himmelsrichtungen. Im oberen Bereich gibt es einige Kleingärten.
Die Platzverhältnisse in diesem Bereich sind sehr beschränkt, war doch ursprünglich genau hier der Bau der Staumauer geplant! Um den Höhenunterschied von 18,34 Meter zu überwinden, ist der Fischpass im unteren Verlauf zunächst Limmat-abwärts gerichtet, läuft dann aber durch eine enge Kehre bis zum Stausee Limmat-aufwärts. Die maximale Steigung beträgt 3 Prozent. 400 Liter Wasser fliessen pro Sekunde durch den Fischpass talabwärts, was eine maximale Strömung von 2 Metern pro Sekunde bewirkt, allerdings nur in den Schlitzen zwischen den Steinquadern, bis zur nächsten Stufe gibt es ruhigeres Wasser. Insgesamt wurden 128 Stufen mit 10 bis 15 Zentimetern Höhenunterschied eingebaut. Im oberen Viertel des Fischpasses fliesst das Wasser ohne Einbauten wie ein Mittelgebirgsbach. Im oberen Bereich wurde ein Bassin gebaut, das als Zählkammer dient. «Es sind bereits über vierzehn Fischarten gezählt worden. An gewissen Tagen wurden bis zu 400 Fische registriert.» (Pierre-Yves Christen (2009)) Die Funktionsfähigkeit des Fischpasses bezeugen auch die gelegentliche Anwesenheit von Graureihern. Auch ein Biber wurde bereits gesichtet.